# Piraikon Theatron
Het Piraikon Theatron (lett. Theater van Piraeus) was een Grieks theatergezelschap onder leiding van regisseur Dimitrios Rondiris. Tijdens de jaren 1960 bracht het gezelschap opgemerkte gastvoorstellingen van Oud-Griekse tragedies in België en Nederland. 

## Voorstellingen in België en Nederland
- Sophocles, Electra, Amsterdam en Brussel, 1961
- Aeschylus, Oresteia, Amsterdam, 1963
- Euripides, Medea, Antwerpen, 1965

## Benadering van de Griekse tragedie
Rondiris en het Piraikon Theatron verwierven bekendheid in Europa met hun ritualistische aanpak van de Griekse tragedie. Naar eigen zeggen had de regisseur zich op de Grieks-orthodoxe liturgie geïnspireerd: “we vonden in de Byzantijnse hymnen en in Griekse volksdansen en klaagzangen het wezenlijke dat past bij de strenge, architectonische, rituele vorm van de Griekse tragedie.” Het resultaat is onder meer een choreografische aanpak van het koor.